# مطثية الحمض الزبدي البرتقالي
مطثية الحمض الزبدي البرتقالي (الاسم العلمي: Clostridium aurantibutyricum) هي نوع من البكتيريا يتبع جنس المطثية من الفصيلة المطثاوية.